# Château de Villemomble
Le château de Villemomble est une grande demeure construite au XVIIIe siècle se trouvant place Émile-Ducatte dans la ville de Villemomble, située dans le département de la Seine-Saint-Denis en région Île-de-France.

## Description
Bâti à la manière des Folies, le château se compose d'un corps central et de deux ailes.

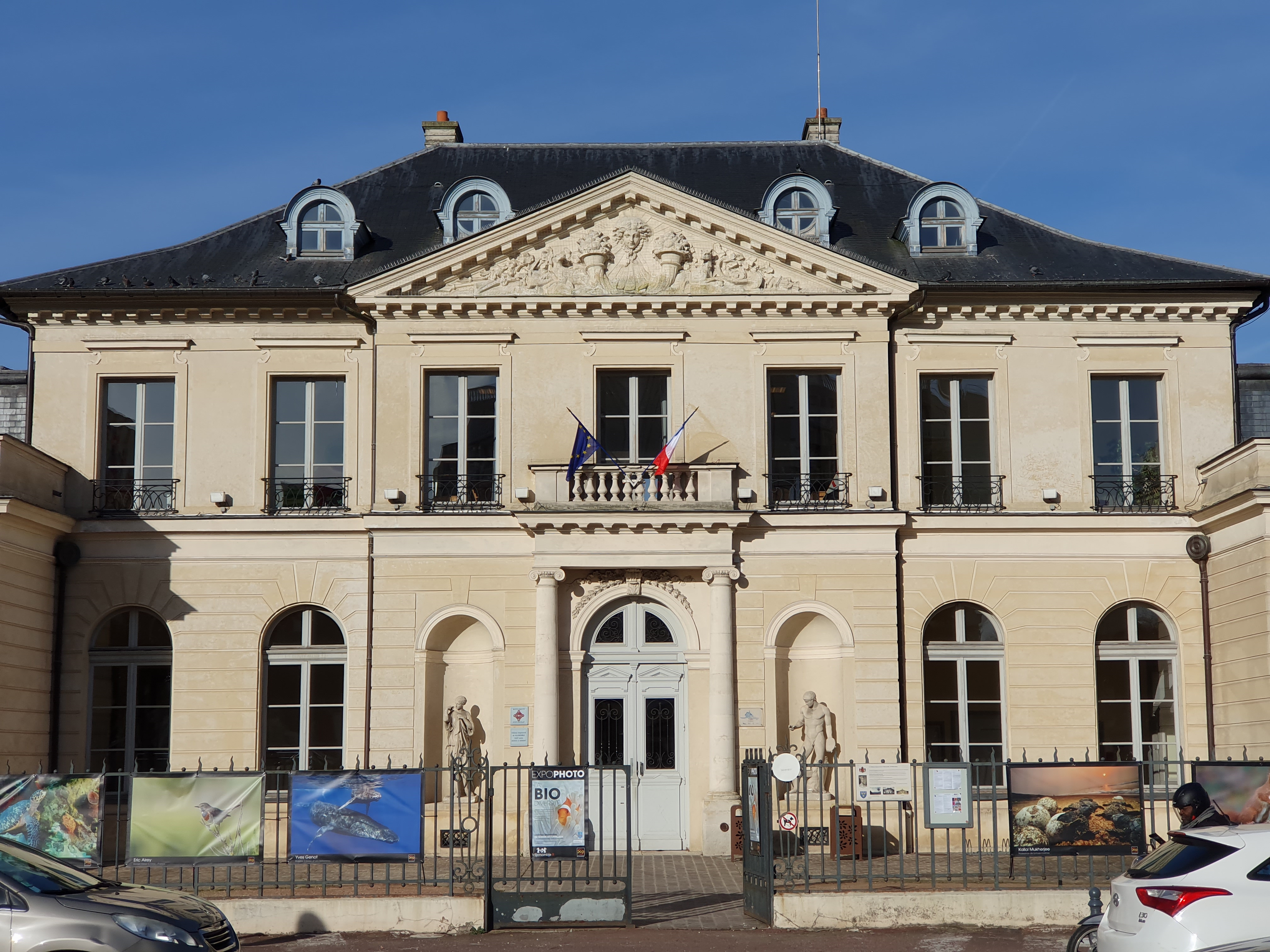
Façade sud
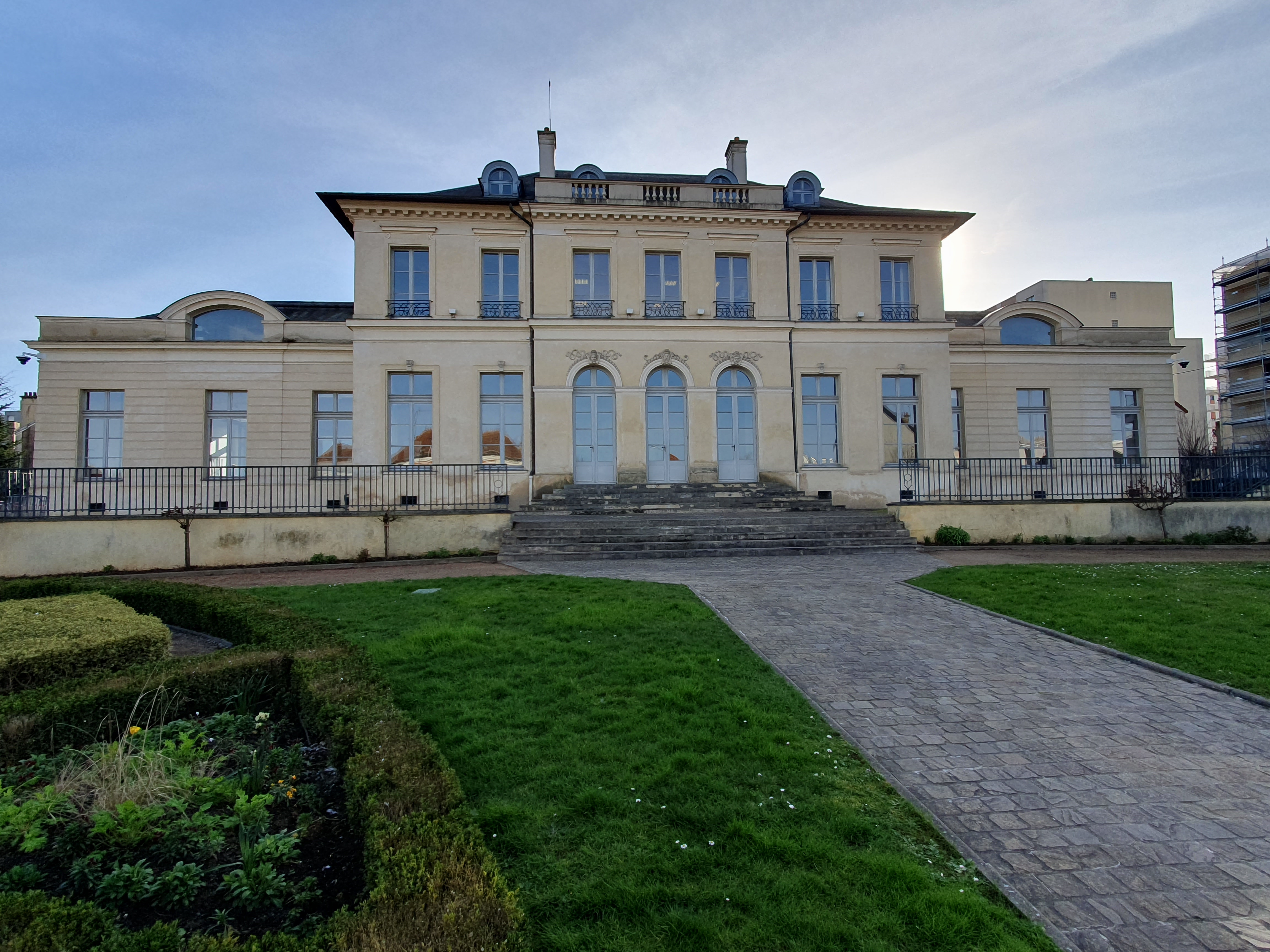
Façade nord

## Historique
Le 21 février 1767, Louis-Philippe d'Orléans (1725-1785) achète les domaines de Villemomble, Avron, La Montagne, Vieilles Vignes et Noisy-le-Sec pour sa maitresse Étiennette Marie Périne Le Marquisà Paulin d'Aguesseau. Le jour même de la signature du contrat, devant Me Delaleu, notaire à Paris, Monseigneur le duc d'Orléans passe immédiatement déclaration de son acquisition au profit de "Dame Etiennette Marie Périne Le Marquis. À cet instant Mademoiselle Le Marquis devient "Madame de Villemomble", propriétaire des terres et seigneuries de Villemomble, Avron, La Montagne, Vieilles Vignes et Noisy-le-Sec.. Le château est construit en 1769 sur des plans des architectes Alexandre-Théodore Brongniart et Henri Piètre, sur l'emplacement d'un ancien château renaissance construit par Florimond Robertet secrétaire de François Ier.
De 1800 à 1875, ce château et ses terres ont été la propriété de différents notables propriétaires : Nicolas Bourelle de Sivry (1800 - 1807), Rodolphe Emmanuel Haller (1807 - 1818), Jean-Charles Ragoulleau (1818 - 1823), Achille Martin de Flube (1823 - 1825), François Charles Gabriel Joseph Lewall (1825 - 1831), Louis Carette (1831 - 1836), Antoine Martin-Flacourt (1836 - 1837), Denis François Papin (1837 - 1874), Louis-Philippe d'Orléans, Roi des Français, propriétaire d'une portion du parc de Villemomble (Parc Carette) (1836 - 1850), Aglaé Julie Papin - Constantin, Louis-Constantin Detouche, en société (1875).

### Restauration
Utilisé pendant près d'un siècle (1887 - 1980) comme mairie de la ville, il a été restauré en 2003 sous l’égide de l'association Les Amis du château seigneurial de Villemomble et du patrimoine villemomblois (Société historique dont le but est la sauvegarde du patrimoine villemomblois, l'édition de livres, d'une gazette trimestrielle et de recherches généalogiques) et accueille maintenant des expositions et des activités d'associations culturelles. Dans les années 1980, un nouvel hôtel de ville est construit.

## Transports
Le château de Villemomble est desservi à distance par la ligne E du RER depuis la gare du Raincy - Villemomble - Montfermeil, ainsi que par les bus 114, 121, 221, 303 et le noctilien N23.